# Кольорові (расова класифікація)
Термін «кольорові» (PL : кольорові люди або кольорові особи; скорочено POC) в основному використовується для опису будь-якої особи, яка не вважається «білою». У його нинішньому значенні цей термін виник у Сполучених Штатах і переважно асоціюється з ними; однак, починаючи з 2010-х років, воно було прийняте в інших частинах англосфери (часто як кольорова людина), включаючи відносно обмежене використання у Великобританії, Канаді, Австралії, Ірландії, Південній Африка та Сінгапур.
У Сполучених Штатах цей термін використовується в різних визначеннях небілих, включаючи афроамериканців, азійських американців, корінних американців, жителів тихоокеанських островів, багаторасових американців і деяких латиноамериканців, хоча члени цих спільнот можуть віддати перевагу вважати себе через їхню культурну ідентичність, а не термінологію, пов’язану з кольором. Цей термін, який використовується в Сполучених Штатах, підкреслює загальний досвід системного расизму, з яким стикаються деякі спільноти. Термін також може використовуватися з іншими колективними категоріями людей, такими як «кольорові спільноти», «кольорові люди» (MOC), «кольорові жінки» (WOC) або «кольорові бібліотекарі». Абревіатура «BIPOC» означає «чорне, корінне та інше кольорове населення» та має на меті підкреслити історичне гноблення чорного та корінного населення. Термін «кольоровий» спочатку був еквівалентним терміну «кольоровий» в американській англійській мові, але використання найменування «кольоровий» на півдні Сполучених Штатів поступово обмежилося «неграми» і є тепер вважається расовим принизливим. Однак в інших країнах світу та в інших діалектах англійської мови цей термін може мати зовсім інші конотації; наприклад, у Південній Африці «Кольорові» відноситься до кількох багаторасових етнічних груп і іноді застосовується до інших груп у Південній Африці, таких як Basters Намібії.

## Історія
Довідник із сучасного використання та стилю американської спадщини цитує використання «кольорових людей» ще в 1796 році. Спочатку воно використовувалося для позначення світлошкірих людей змішаної африканської та європейської спадщини. Французькі колоністи використовували термін gens de couleur («кольорові люди») для позначення людей змішаного африканського та європейського походження, які були звільнені від рабства в Америці. У Південній Кароліні та інших частинах Глибокого Півдня цей термін використовувався для розрізнення рабів, які були переважно «чорними» або «неграми», і вільних людей, які були переважно «мулатами» або «змішаною расою». Після Громадянської війни в Америці термін «кольоровий» використовувався як ярлик майже виключно для темношкірих американців, але до середини 20-го сторіччя цей термін вийшов із популярності.
Хоча американський активіст Мартін Лютер Кінг у 1963 році використав термін «кольорові громадяни», ця фраза в її нинішньому значенні не прижилася до кінця 1970-х років. Наприкінці 20-го століття в Сполучених Штатах було введено термін «кольорова людина», щоб протистояти поблажливості, яку мають на увазі терміни «небілий» і «меншина», і активісти расової справедливості в США, під впливом радикальних теоретиків, таких як Франц Фанон, популяризував його в цей час. Наприкінці 1980-х — на початку 1990-х років вона була широко поширена. І антирасистські активісти, і науковці прагнули вивести розуміння раси за межі поширеної на той час дихотомії чорно-білі.

## Дивись також
- Англо-індійці
- Колоризм
- Політична коректність
- Раса